# Rita Rossi
Rita Rossi (...) è una montatrice italiana, vincitrice del Ciak d'oro.

## Biografia
Il suo esordio cinematografico avviene con le regie di Maurizio Nichetti, col quale collaborerà negli anni.

## Filmografia
- Ladri di saponette, regia di Maurizio Nichetti (1989)
- Volere volare, regia di Maurizio Nichetti e Guido Manuli (1991)
- Stefano Quantestorie, regia di Maurizio Nichetti (1993)
- L'Articolo 2, regia di Maurizio Zaccaro (1994)
- L'eroe dei due mondi, regia di Guido Manuli (1994)
- Palla di neve, regia di Maurizio Nichetti (1995)
- Luna e l'altra, regia di Maurizio Nichetti (1996)
- La Freccia Azzurra, regia di Enzo D'Alò (1996)
- La gabbianella e il gatto, regia di Enzo D'Alò (1998)
- Oltremare - Non è l'America, regia di Nello Correale (1998)
- Cielo e terra, regia di Luca Mazzieri (2005)
- L'estate d'inverno, regia di Davide Sibaldi (2010)

## Riconoscimenti

### Ciak d'oro
- 1991: Candidatura a migliore montaggio per Volere volare'
- 1993[1]: Migliore montaggio per Stefano Quantestorie